# Georg Wahl
Pour les articles homonymes, voir Wahl (homonymie).

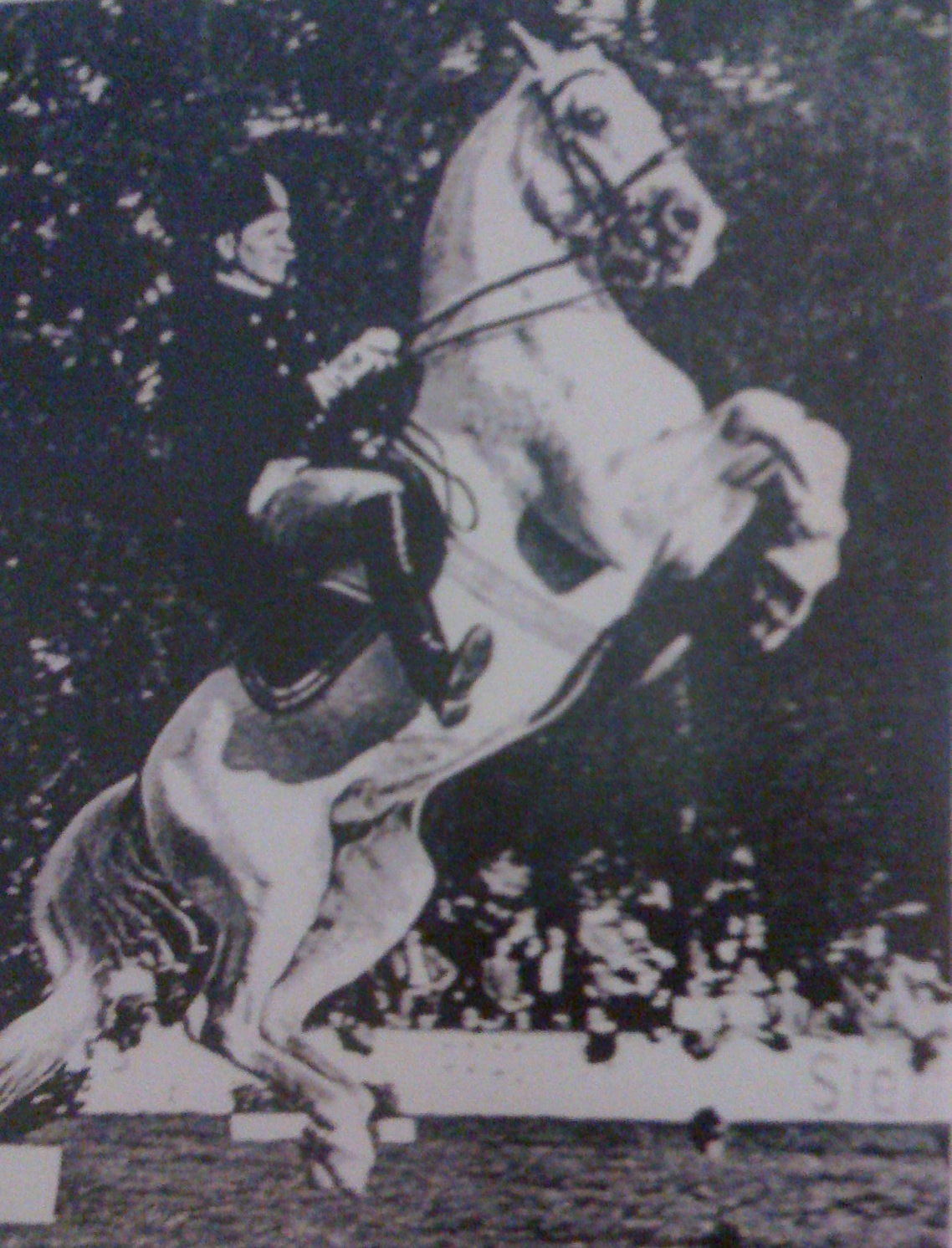
Georg Wahl.

Georg Wahl (né le 21 février 1920 en Haute-Silésie et mort le 4 novembre 2013) est un cavalier et dresseur germanophone.

## Biographie
Alois Podhajsky fait entrer Wahl à l'École espagnole de Vienne qui est célèbre pour ses lipizzans. De 1940 à 1951, Georg Wahl y travaille en tant que écuyer. Il quitte l'école pour rejoindre la Suisse où il travaille avec Fredy Knie. Hans Handler lui propose de revenir à l'École espagnole en 1967. Il y devient écuyer en chef jusque 1971.
Il part ensuite en Suisse pour y devenir dresseur indépendant de chevaux. Christine Stückelberger, son élève depuis de longues années, devient sa compagne.

## Sources
- (de) Cet article est partiellement ou en totalité issu de l’article de Wikipédia en allemand intitulé « Georg Wahl » (voir la liste des auteurs).
- (en) Georg Wahl